# Клигер, Ноах
Ноах Клигер (фр. Noah Klieger, ивр. נח קליגר‎; 31 июля 1926 или 1925, Страсбург, Франция — 13 декабря 2018) — израильский журналист и спортивный администратор. Клигер, выживший в Освенциме и Равенсбрюке, по окончании Второй мировой войны освещал процессы над нацистскими преступниками, а позже работал в области спортивной журналистики и занимал посты председателя баскетбольного клуба «Маккаби» (Тель-Авив) и президента Совета ФИБА по связям с прессой. Кавалер ордена Почётного легиона (2012), член Зала славы ФИБА (2015).

## Биография

### Юность и лагеря
Ноах Клигер родился в 1926 году в Страсбурге. Его старший брат был уроженцем Германии, но затем их семья перебралась сначала во Францию, а оттуда в 1938 году в Бельгию.
После начала Второй мировой войны и оккупации Бельгии немецкими войсками 13-летний Ноах стал одним из организаторов сионистской подпольной организации. Члены его группы передавали послания между взрослыми подпольными организациями, добывали продовольственные карточки и организовывали нелегальный переход границы для бельгийских евреев, успешно переправив в нейтральную Швейцарию около 270 молодых людей. В 1942 году было решено, что пришла очередь отправляться в Швейцарию и самому Ноаху. Он входил в группу из шести человек, которая должна была переправляться в два приёма, и уступил место в первой тройке своему товарищу с его девушкой. Эта тройка перешла границу благополучно, но группа, в которой шёл Клигер, была схвачена немцами.
Некоторое время Клигера содержали в транзитном лагере Мехелен, откуда в январе 1943 года он был отправлен в Освенцим. Там Клигер заболел пневмонией; по его воспоминаниям, когда ему было приказано присоединиться к числу смертников, он произнёс перед Менгеле и сопровождающими его врачами целую речь, в которой доказывал, что ещё может приносить пользу на работах. Один из врачей согласился вернуть его в бараки. В дальнейшем ему помог выжить случай: один из офицеров СС в лагере оказался поклонником бокса и загорелся желанием составить лагерную команду боксёров. На вопрос о том, кто из заключённых занимался в прошлом боксом, 16-летний Клигер поднял руку, хотя на самом деле никогда до этого не боксировал. Другие члены команды, действительно бывшие до войны хорошими боксёрами, чтобы не выдать юношу, сдерживали свои удары в поединках с ним и давали ему наносить удары им. Обман не был раскрыт, и Клигер вместе с другими членами команды получал усиленное (по сравнению с прочими заключёными) питание, включая временами суп из офицерской столовой, и освобождение от работ во второй половине дня для тренировок. В остальном обращение с ними было даже более жестоким, чем с другими заключёнными — таким образом эсэсовцы подчёркивали, что статус спортсменов не означает привилегий.
В январе 1945 года, ввиду приближения к Освенциму частей Красной армии, остатки заключённых были пешим строем переброшены в Германию. Марш смерти продолжался три дня, после чего выжившие были доставлены эшелонами в лагерь Дора. Там Клигер вторично сумел обмануть руководство лагеря, выдав себя за специалиста по точной механике, и был зачислен на завод по производству ракет. 4 апреля 1945 года его с остальными заключёнными снова отправили в марш смерти, на этот раз десятидневный, который закончился в Равенсбрюке. 29 апреля Клигер и прочие заключённые Равенсбрюка были освобождены Красной армией.

### Первые годы после войны
После освобождения из лагеря Ноах Клигер занялся журналистикой, в частности, в качестве корреспондента побывав на процессах над нацистскими преступниками в Бельгии, Франции и Германии. В Бельгии он нашёл своих родителей, которые тоже выжили в Освенциме. Его отец Авраам начал публиковать журнал для бельгийских евреев на немецком языке, статьи которого Ноах переводил на французский.
Узнав о деятельности организации «Моссад ле-Алия Бет», нелегально вывозившей в Палестину европейских евреев, утративших в Холокосте всё имущество, включая документы, он присоединился к ней, но в июле 1947 года решил, что пришло и его время отправиться в Палестину. Клигер стал пассажиром, а затем членом экипажа корабля нелегальных иммигрантов «Исход» (Exodus — 1947). Вскоре после его прибытия в Палестину началась война за независимость Израиля, и Клигер пошёл добровольцем в «Хагану». Он принял участие в наступательной операции «Дани», был включён в состав отряда «французских коммандос», затем переведён в сформированную из бойцов «Пальмаха» бригаду «Негев» и участвовал в боях на юге.

### Карьера журналиста и спортивного администратора
По окончании войны Клигер продолжил журналистскую карьеру. С 1953 года он был корреспондентом французской газеты L’Équipe в Израиле и стоял у истоков первого спортивного раздела в израильской газете. С 1957 года он входил в редакционный совет газеты «Едиот Ахронот», продолжая вести колонку в ней до 90-летнего возраста. Он также освещал проходившие в Израиле процессы над Адольфом Эйхманом и Иваном Демьянюком и часто писал о людях, переживших Холокост. Начиная с 1988 года он участвовал в 27 ежегодных «Маршах жизни» — образовательных программах, посвящённых истории Холокоста.
Помимо журналистики, Клигер принимал участие в развитии израильского и европейского баскетбола. С 1951 по 1969 год он был председателем баскетбольного клуба «Маккаби» (Тель-Авив), входил в состав исполкома и технической комиссии Ассоциации баскетбола Израиля, а в дальнейшем занимал посты президента Совета ФИБА по связям с прессой и председателя баскетбольной комиссии Международной ассоциации спортивных журналистов, в обоих случаях на протяжении более чем 25 лет. С 1970 по 1998 год он был президентом мультиспортивного клуба «Маккаби» (Рамат-Ган) и на протяжении 14 лет входил в правление всемирного спортивного общества «Маккаби».
Ноах Клигер умер в декабре 2018 года в возрасте 92 лет, оставив после себя одну дочь — журналистку Ирис Лифшиц-Клигер. Свою последнюю колонку в «Едиот Ахронот», приуроченную к 79-летию этой газеты, он опубликовал за два дня до смерти.

## Признание заслуг
Ноах Клигер — кавалер Ордена заслуг ФИБА (2010) и премии Союза журналистов за дело жизни, член Зала славы ФИБА с 2015 года. В 2012 году он стал кавалером ордена Почётного легиона по представлению газеты L’Équipe. Его истории посвящён документальный фильм «Боксировать, чтобы жить». В 2016 году ему присвоено звание почётного гражданина Рамат-Гана.